# Fotbal Club Vaslui
Fotbal Club Vaslui é um clube de futebol profissional romeno da cidade de Vaslui que joga o Campeonato Romeno de Futebol.

## História
Fundado em 2002, o Vaslui disputou duas temporadas seguidas na Liga II, até conseguir sua ascensão para a Liga I. Desta forma, tornou-se o primeiro clube, na história do futebol romeno, a alcançar a Liga I, com menos de três anos de existência.
Na sua primeira temporada na Liga I, o Vaslui terminou na décima quarta posição, escapando por pouco do rebaixamento. Já no ano seguinte, o clube obteve uma significatica melhora, terminando na oitava posição
Então, em seu terceiro ano na Liga I, o Vaslui chegou na sétima posição, garantindo assim uma vaga na Copa Intertoto da UEFA de 2008.
Tendo vencido seu confronto contra o Neftchi Baku, do Azerbaijão, pelo placar agregado de 3x2, o Vaslui conseguiu uma vaga para a Copa da UEFA de 2008-09.

## Uniformes

### Uniformes atuais
- 1º - Camisa amarela, calção e meias amarelas.
- 2º - Camisa verde, calção e meias verdes.
- 3º - Camisa branca, calção e meias brancas.

| Primeiro Uniforme | Segundo Uniforme | Terceiro Uniforme |  |

### Uniformes dos goleiros
- Preto com detalhes brancos;
- Verde com detalhes brancos.

| Cores do Time · Cores do Time · Cores do Time · Cores do Time · Cores do Time | Cores do Time · Cores do Time · Cores do Time · Cores do Time · Cores do Time |  |

### Uniformes anteriores
- 2011-12

| Primeiro | Segundo | Terceiro |  |

- 2010-11

| Primeiro | Segundo | Terceiro |  |

- 2009-10

| Primeiro | Segundo | Terceiro |

- 2008-09

| Primeiro | Segundo |

## Títulos

### Nacionais
Liga I
- Campeões(0): Melhor colocação 3º lugar, em 2009–10

Liga II
- Campeões (1): 2004–05
- Vice-Campeão (1): 2003–04

Liga III
- Vice-Campeão (1): 2002–03

Romanian Cup
- Winners (0):
- Vice-Campeão (1): 2009–10

### European
UEFA Intertoto Cup
- Campeões (1): 2008